# Bostmolen
De Bostmolen of Machelgemmolen is een watermolen op de Zwalmbeek in de Zwalmvallei in Roborst (Zwalm) (op de grens met Strijpen (Zottegem)), een dorp in de Belgische provincie Oost-Vlaanderen. Een eerste watermolen werd al in 1040 vermeld; in 1630, 1785 en 1815 vonden verbouwingen plaats. Oorspronkelijk was het een graanmolen met ertegenover een oliemolen die al werd vermeld in 1571. De oliemolen werd gesloopt na stopzetting van de activiteiten in 1933. De watermolen werd stopgezet in 1966. Sinds 1981 wordt het bovenwaterpeil automatisch beheerst door een klepstuw aan de vroegere sluis. Het bakstenen molenhuis van vier traveeën en twee bouwlagen onder zadeldak dateert uit 1630. Sinds 2003 is de watermolen beschermd als monument, de omgeving ervan als dorpsgezicht.

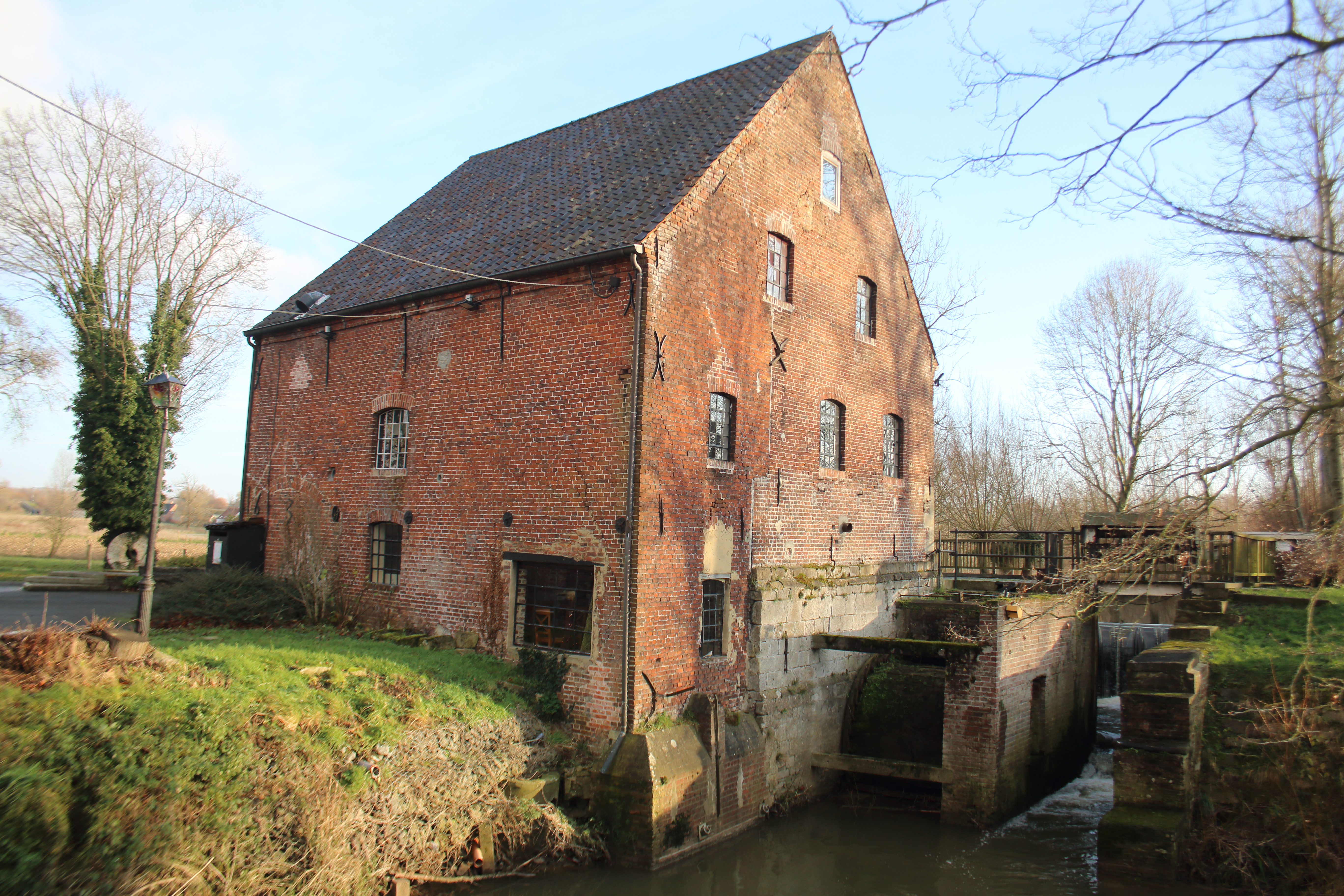
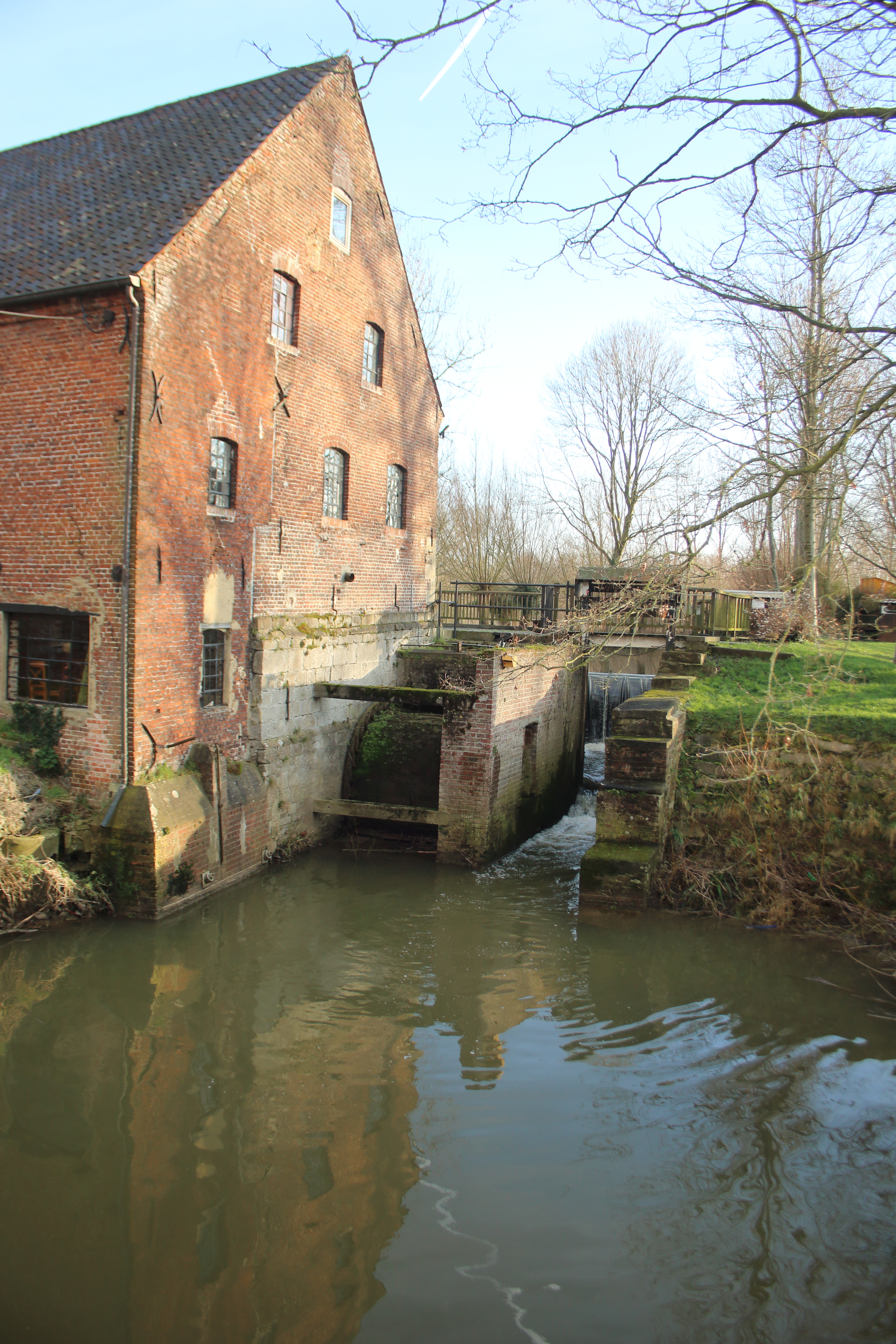

- Inventaris van het Bouwkundig Erfgoed (Vlaanderen): 45282